# Скала (заказник)
Скала — ландшафтний заказник місцевого значення у Вінницькій області, заснований у 2020 році для охорони унікальних природних комплексів.

## Опис
Ландшафтний заказник "Скала" розташований на території Попівської сільської ради Липовецького району Вінницькій області. Його площа становить 30 га. 
Заказник створений для збереження унікальних природних ландшафтів та екосистем, що є частиною регіональної екологічної мережі.

## Природоохоронне значення
Основною метою створення заказника є охорона природних екосистем, збереження біорізноманіття та забезпечення сталого розвитку природно-заповідного фонду області. Територія заказника включає рідкісні види флори і фауни, характерні для цієї місцевості.

## Створення
Заказник був створений рішенням Вінницької обласної ради № 977 від 23 липня 2020 року. Його територія охороняється відповідно до Закону України "Про природно-заповідний фонд України".

## Галерея

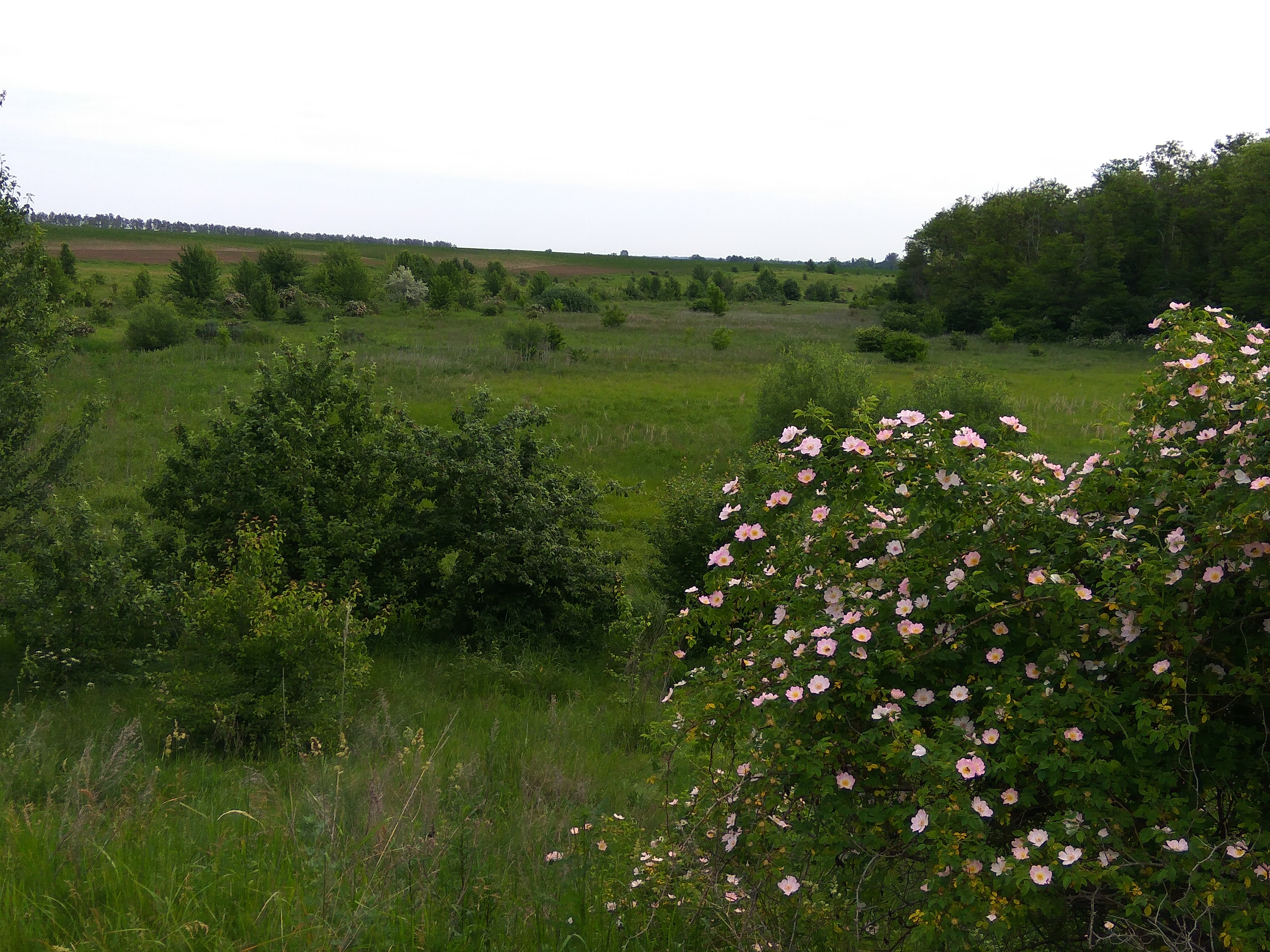
Ландшафт заказника "Скала"